# Johan Louis Ussing
Johan Louis Ussing (Copenhague, 10 avril 1820-Copenhague, 28 octobre 1905) est un archéologue et épigraphiste danois.

## Biographie
Il suit à Copenhague les cours de Peter Oluf Brøndsted à qui il succède en 1842 à la chaire de philologie et d'archéologie de l'université de Copenhague. 
De 1844 à 1846, il voyage en Italie et en Grèce et devient membre de la Fondation Carlsberg qui lui permet de lancer le premier projet danois de recherche archéologique de terrain en Méditerranée, les fouilles de Lindos à Rhodes, travaux qui continueront de 1902 à 1909 puis en 1913-1914 dirigées par des anciens élèves de Ussing, Karl Frederik Kinch et Christian Blinkenberg.

## Travaux
- Af mit Levned, 1906